# 23774 Herbelliott
23774 Herbelliott (1998 MZ41) là một tiểu hành tinh vành đai chính được phát hiện ngày 26 tháng 6 năm 1998 bởi J. Broughton ở Reedy Creek Observatory.